# Sabine Mayer
Sabine Mayer (* 1976, bürgerlich Sabine Mayer-Khawatmi) ist eine österreichische  Musicaldarstellerin, Sängerin und Schauspielerin.

## Karriere
Mayer studierte von 1995 bis 1997 Schauspiel an der Hochschule für Musik und darstellende Kunst und am Max-Reinhardt-Seminar in Wien.
Als Daisy schaffte Mayer es im Sommer 2001 mit Alles anders in die Top 10 der Ö3 Austria Top 40. Das Lied selbst wurde durch die Werbung des Speiseeis-Produzenten Eskimo für das Produkt Cornetto Soft bekannt. Erschienen ist der Song beim Label HitSquad Records, vertrieben durch die edel SE (damals edel music).
Mayer spielte unter anderem in der TV-Serie Ex – eine romantische Komödie. Seit 2010 spielt sie Hauptrollen in den Musicals Ich war noch niemals in New York und Mamma Mia!

## Privates
Mayer lebt mit ihrem Ehemann, dem Sänger, Schauspieler und Synchronsprecher Karim Khawatmi, ihrem Sohn und einer gemeinsamen Tochter in Berlin.

## Engagements
- 2003 The Wild Party (Amstetten)[3]
- 2010 Ich war noch niemals in New York (Wien)[2][4]
- 2010–2012 Ich war noch niemals in New York (Stuttgart)[5]
- 2012–2015 Mamma Mia! (Stuttgart)[6]
- 2018–2019 Mamma Mia! (Tour)[7]
- 2019–2020 Mamma Mia! (Berlin)[3]

## Diskografie

### Alben
- 2003: Samaya (als Samaya)

### Singles
- 1996: X-Mas Time Again (als An Angel)
- 2001: Alles anders (als Daisy)
- 2002: Why? (als Samaya)
- 2003: Play me! (als Samaya)

## Filmografie
- 2006: Novotny und Maroudi (TV-Serie, 1 Folge)
- 2008: Ex – eine romantische Komödie (TV-Serie, 5 Folgen)
- 2009: Die Villa (Kurzfilm)